# NGC 7233
NGC 7233 is een balkspiraalstelsel in het sterrenbeeld Kraanvogel. Het hemelobject werd op 6 september 1834 ontdekt door de Britse astronoom John Herschel.

## Synoniemen
- ESO 289-8
- AM 2212-460
- IRAS 22127-4605
- PGC 68441